# Niezwiska

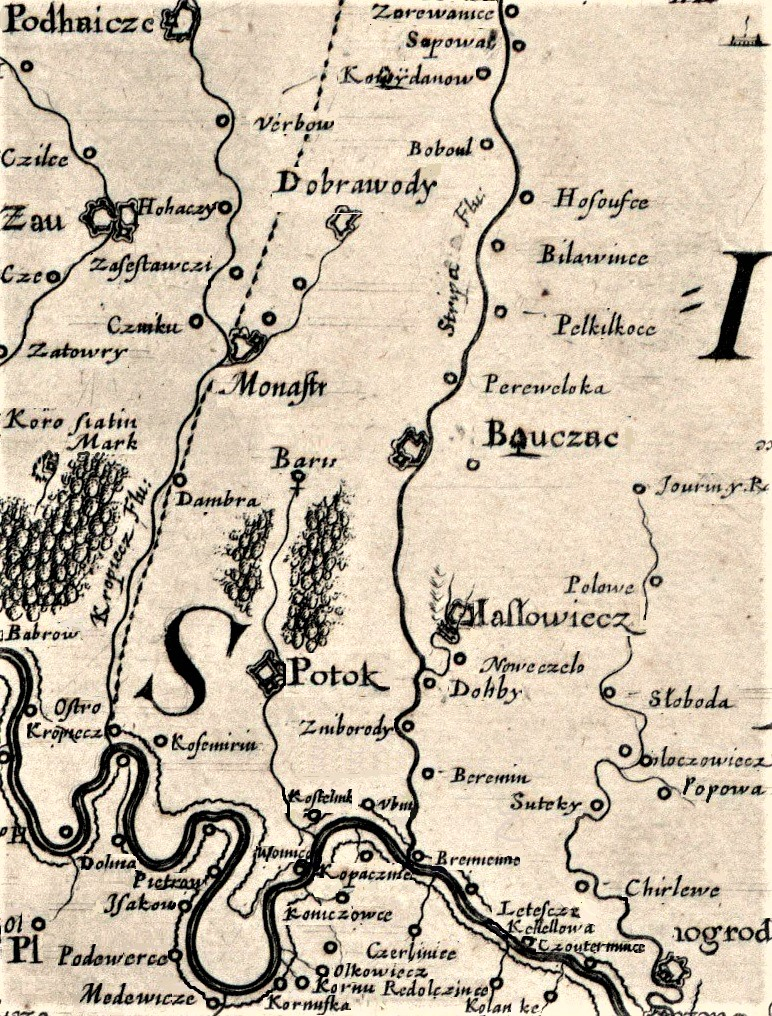
Na mapie z 1650

Niezwiska (ukr. Незвисько/Nezwyśko) – wieś w rejonie horodeńskim obwodu iwanofrankiwskiego. Przez wieś biegnie droga regionalna R20 oraz zaczyna się droga miejscowa prowadząca przez Potok Złoty do Buczacza. Wieś liczy 627 mieszkańców.

## Historia
Wieś założona w roku 1358.
W II Rzeczypospolitej miejscowość była siedzibą gminy wiejskiej Niezwiska w powiecie horodeńskim województwa stanisławowskiego.
W nocy z 6 na 7 lipca 1941 roku z wyroku sądu OUN doszło tutaj do zabójstw sowieckich aktywistów narodowości ukraińskiej i polskiej, aresztowanych przez ukraińską administrację. Tydzień później ten sam sąd skazał na śmierć całą żydowską ludność Niezwisk. Ukraińscy nacjonaliści topili ofiary w Dniestrze spychając je związane do wody z barki pływającej po rzece. W ten sposób zamordowano około 60 osób.